# Lau King
Pachoio Lau Há King (Pemba, 9 de abril de 1995), conhecido apenas como Lau King, é um futebolista moçambicano que atua como atacante. Atualmente defende a União do Songo e a Seleção Moçambicana.

## Carreira em clubes
Lau King jogou a maior parte da carreira em seu país natal, onde defendeu Desportivo de Pemba, Ferroviário de Pemba, Desportivo de Nacala e União do Songo, onde foi campeão nacional em 2018 e 2022. A única experiência do atacante em uma equipe não-moçambicana foi em 2023, quando atuou no Sagrada Esperança (Angola) em 17 jogos e marcou 4 gols. Em dezembro de 2023, rescindiu seu contrato com o clube angolano e voltou a vestir a camisa da União do Songo para a temporada seguinte.

## Seleção
Pela Seleção Moçambicana, Lau King estreou em outubro de 2020, num amistoso contra a Guiné-Bissau, que terminou com vitória dos Djurtus por 1 a 0. Marcou seu primeiro gol com a camisa dos Mambas na disputa pelo terceiro lugar da Copa COSAFA de 2022 contra Senegal (empate por 1 a 1 no tempo normal e vitória senegalesa por 3 a 2 nos pênaltis).
Convocado para a Copa das Nações Africanas de 2023, atuou nos 3 jogos da equipe na competição, sempre saindo do banco de reservas. Moçambique terminaria eliminado ainda na fase de grupos com 2 pontos (empates com Egito e Gana) e uma derrota para Cabo Verde.

## Títulos
União do Songo
- Campeonato Moçambicano: 2018 e 2022
- Taça de Moçambique: 2019